# Autostrada Gradiška-Banja Luka

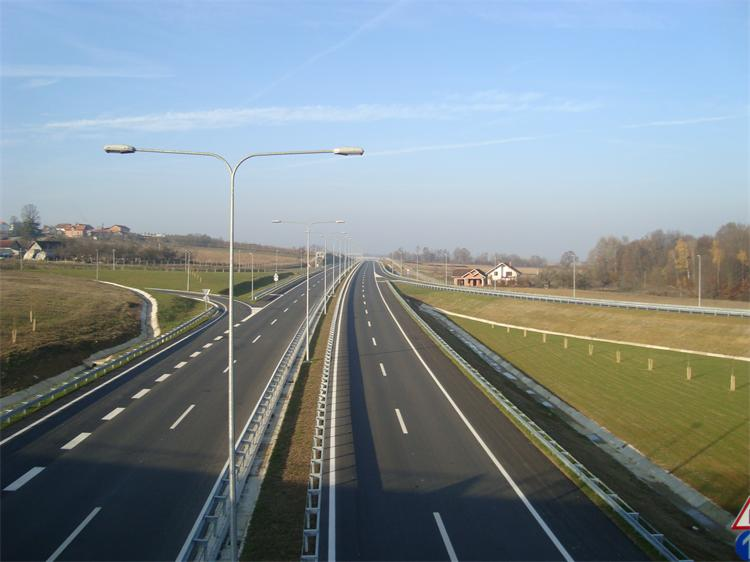
L'autostrada

L'autostrada Gradiška-Banja Luka (in serbo Ауто-пут Градишка — Бања Лука?, Auto-put Gradiška — Banja Luka) è un'autostrada della Repubblica Serba di Bosnia ed Erzegovina.